# San Vicente (Navarra)
San Vicente es una localidad española y un concejo de la Comunidad Foral de Navarra perteneciente al municipio de Urraúl Bajo. Está situado en la Merindad de Sangüesa, en la Comarca de Lumbier. Su población en 2023 fue de 25 habitantes (INE). Fue durante mucho tiempo la capital del municipio ahora situada en Artieda.

## Geografía
Situado en un altozano, en la margen derecha del río Irati, el término concejil limita por el este con Rípodas y Artieda, por el norte con el despoblado del Puyo, por el oeste con Ascoz y Apardués y por el sur con Tabar.

## Historia
Se tiene noticia del 918 de que el monasterio de Leire recibió la villa de manos del rey Sancho Garcés I y su esposa, la reina Toda Aznárez. Por sucesivas donaciones posteriores se amplió progresivamente el dominio legerense sobre el lugar: Fortún Enecones (1097), al marchar a Jerusalén, Toda Cedodinez, tras su fallecimiento (1103), y Sancho Enecones de Cineto (1104), «quienes donaron sus siervos, viñas y vendieron sus mezquinos, respectivamente.»
En 1268 aportó al rediezmo de «dos cahíces de trigo y seis dineros.» En 1366 se contabilizan seis fuegos de hidalgos, y está inscrito dentro del valle de Lónguida. En 1427 son nueve fuegos todos ellos hidalgos.
Estaba gobernado por diputados del valle y regidores del propio pueblo designados por turno entre sus casas, quince en 1802, dieciocho en 1847. Con las reformas municipales de 1835-1845 cambió este proceso.

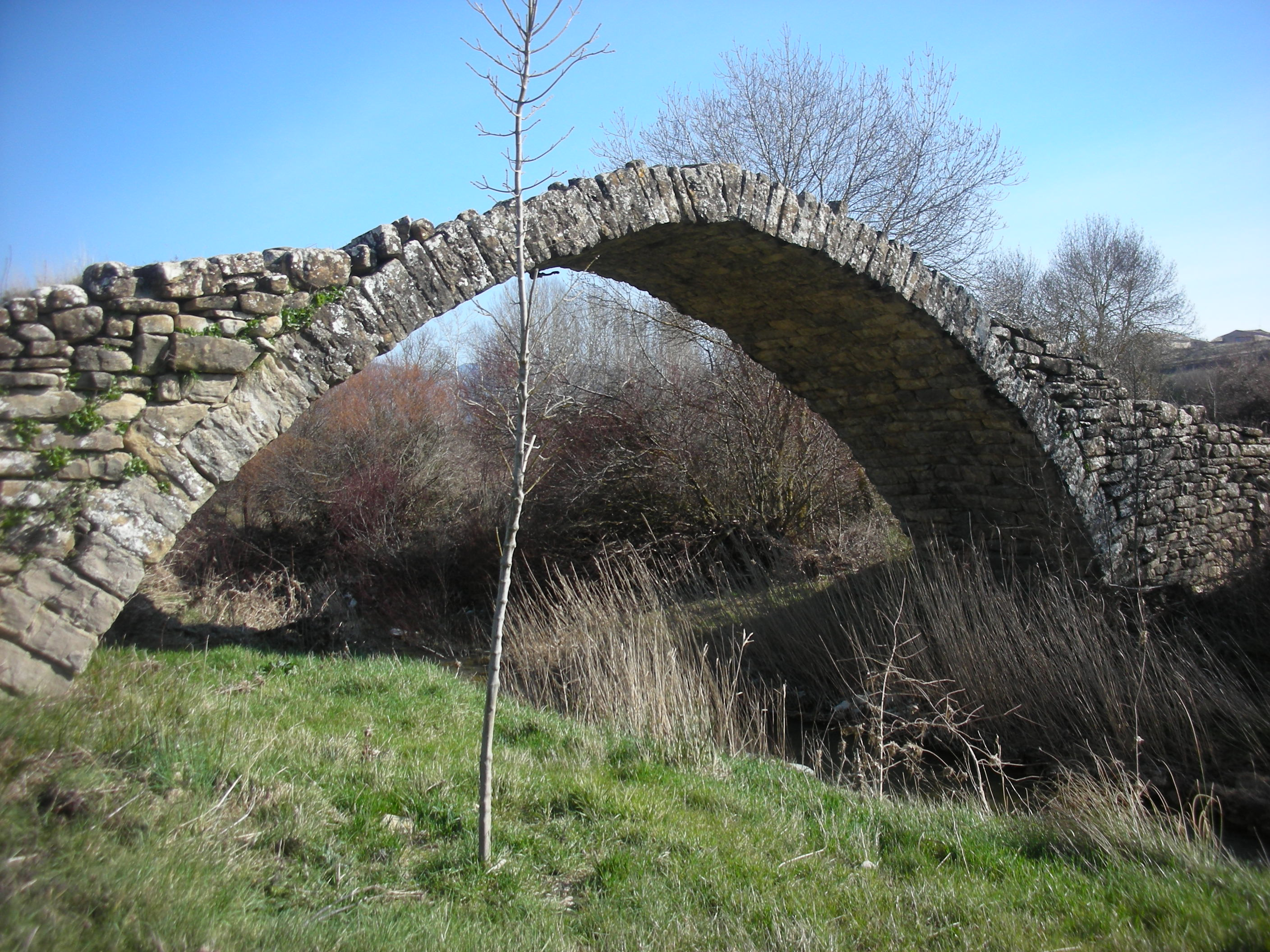
Puente San Calaveris

## Arte y monumentos

### Arquitectura civil
Dentro del conjunto urbano predominan casas de sillarejo «de dos o tres niveles con puertas adinteladas o de arco apuntado». En alguno de ellos se muestra una piedra armera del siglo XVIII representado el escudo de San Vicente: en el primer y tercer cuartel, un aŕbol arrancado con jabalí pasante; en el segundo una faja y en el tercero se muestra liso. Está rematado con un yelmo por timbre.
- Puente de San Calaveris. Puente gótico sobre la regata a la Peña Izaga, en el camino  que conduce a los lugares vecinos de Induráin y Grez, de un solo arco.

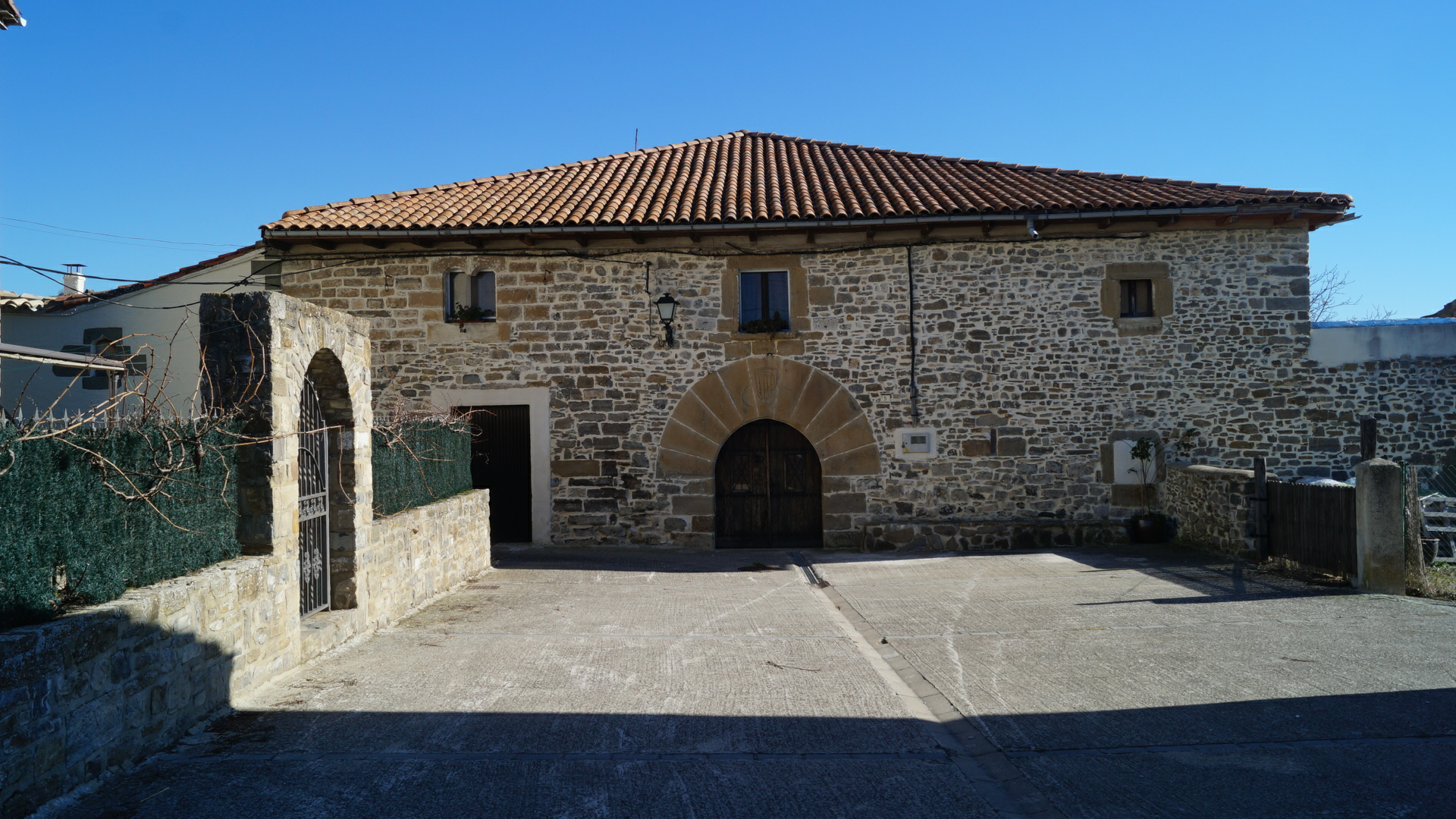
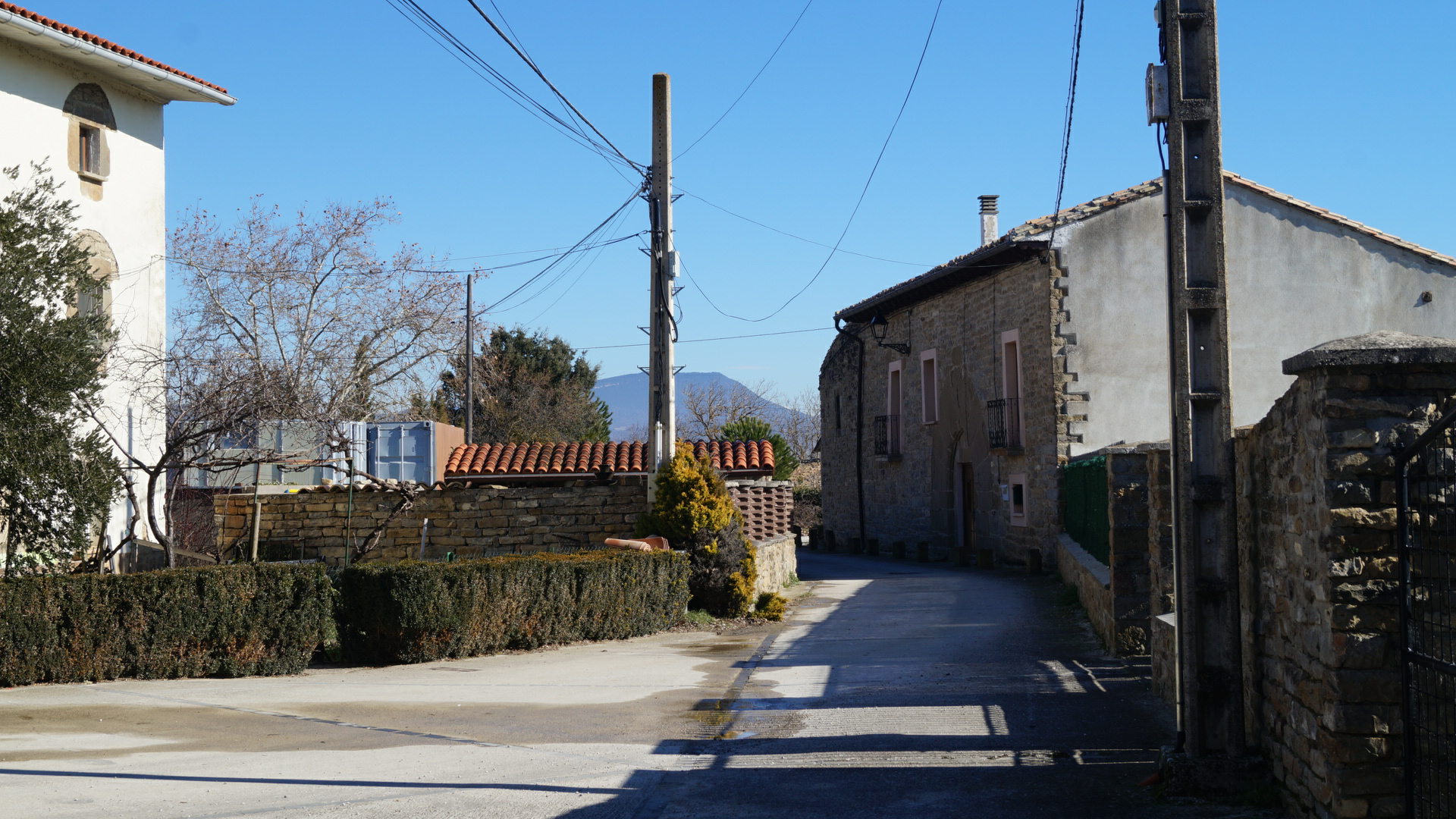
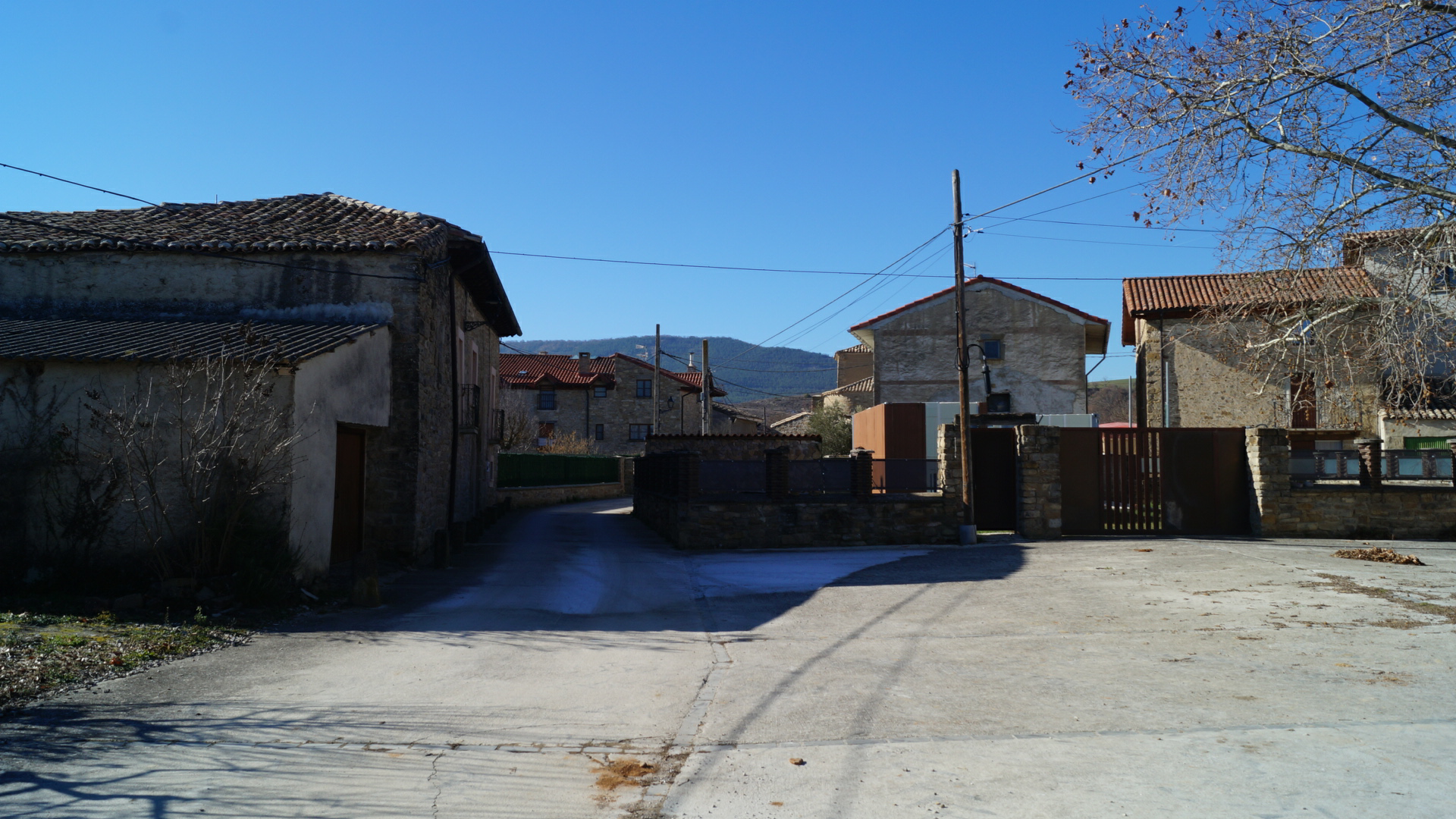
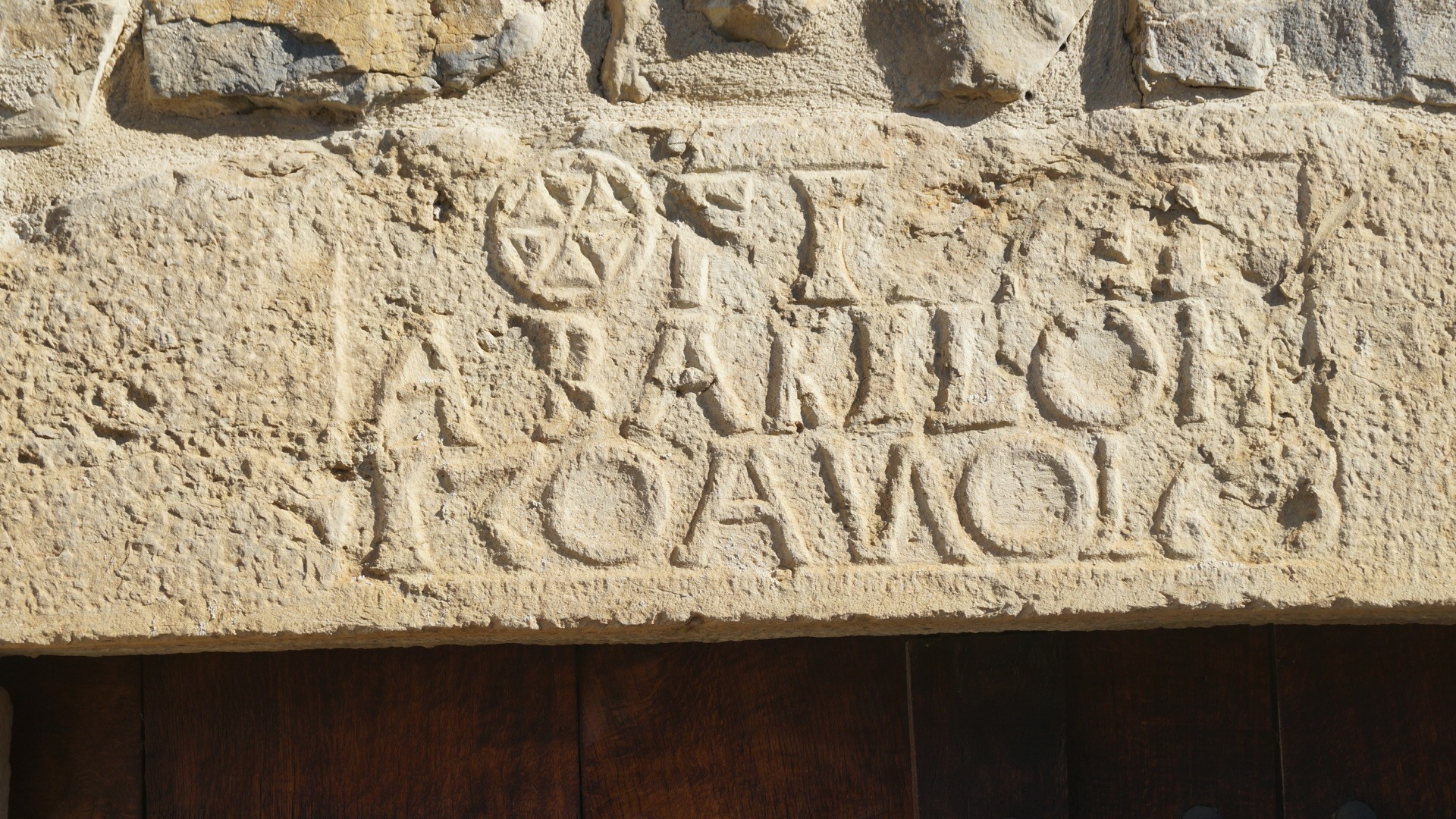
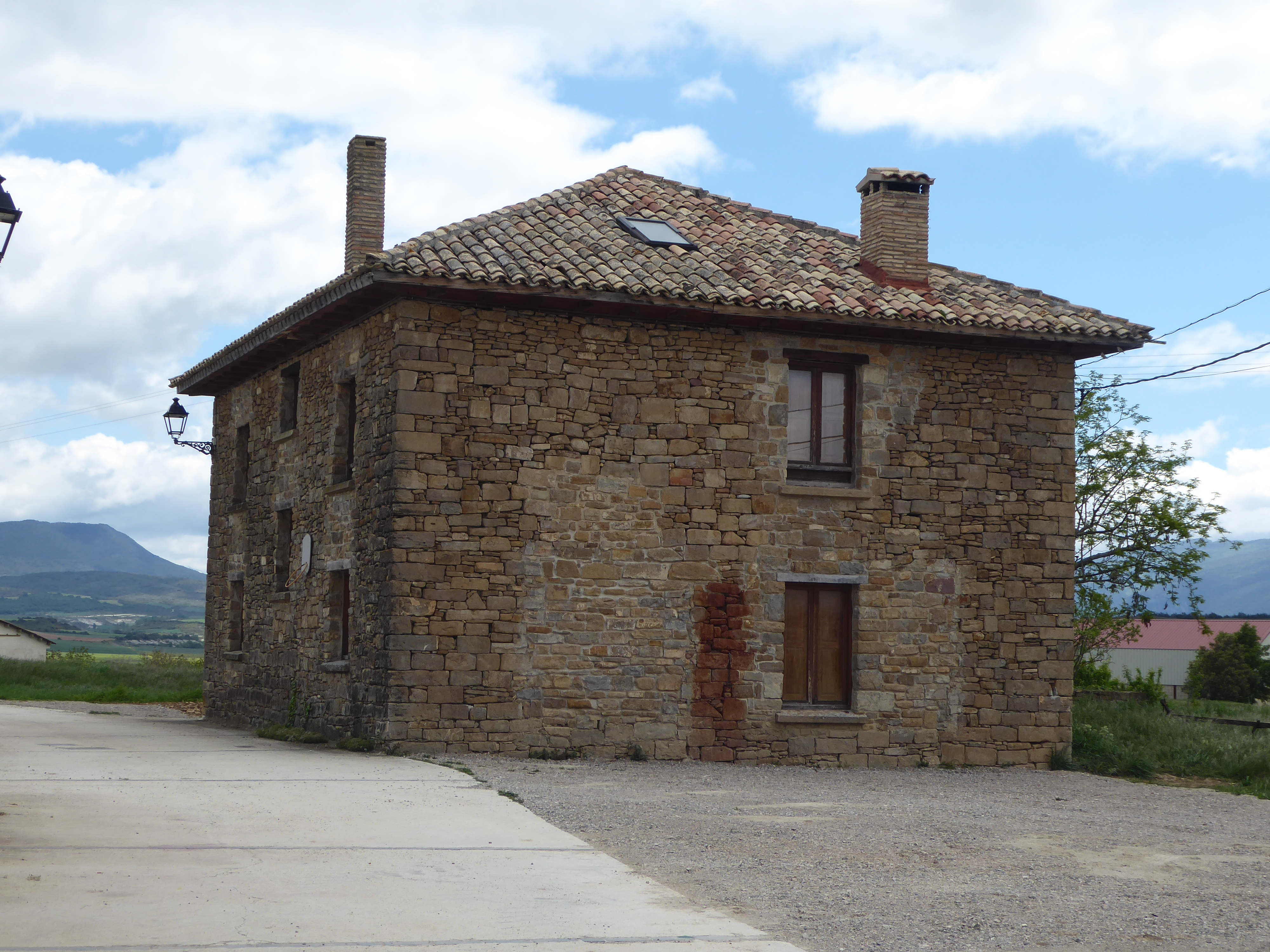

### Arquitectura religiosa
- Iglesia parroquial de San Andrés apóstol, un edificio de origen gótico temprano (siglo XIII). Presenta una nave única, con una cabecera recta resultado de una reciente reconstrucción. A sus pies se coloca el campanario, sobre el tramo primero de la nave. De una etapa anterior se conservan los muros perimetrales. En el lado de la epístola se abre una portada gótica, de arco apuntado con arquivoltas, con «un tejaroz con canetes y arcos tulohilados en piedra» como remate. Las arquivoltas se apoyan «en columnas con capiteles tallados a base de cabezas humanas y motivos de tipo vegetal.»  En el interior una bóveda de cañón rebajado, de reciente factura, cubre la nave y la cabecera. A la sacristía se entra por una puerta abierta a la derecha del presbiterio, en el lado de la epístola.

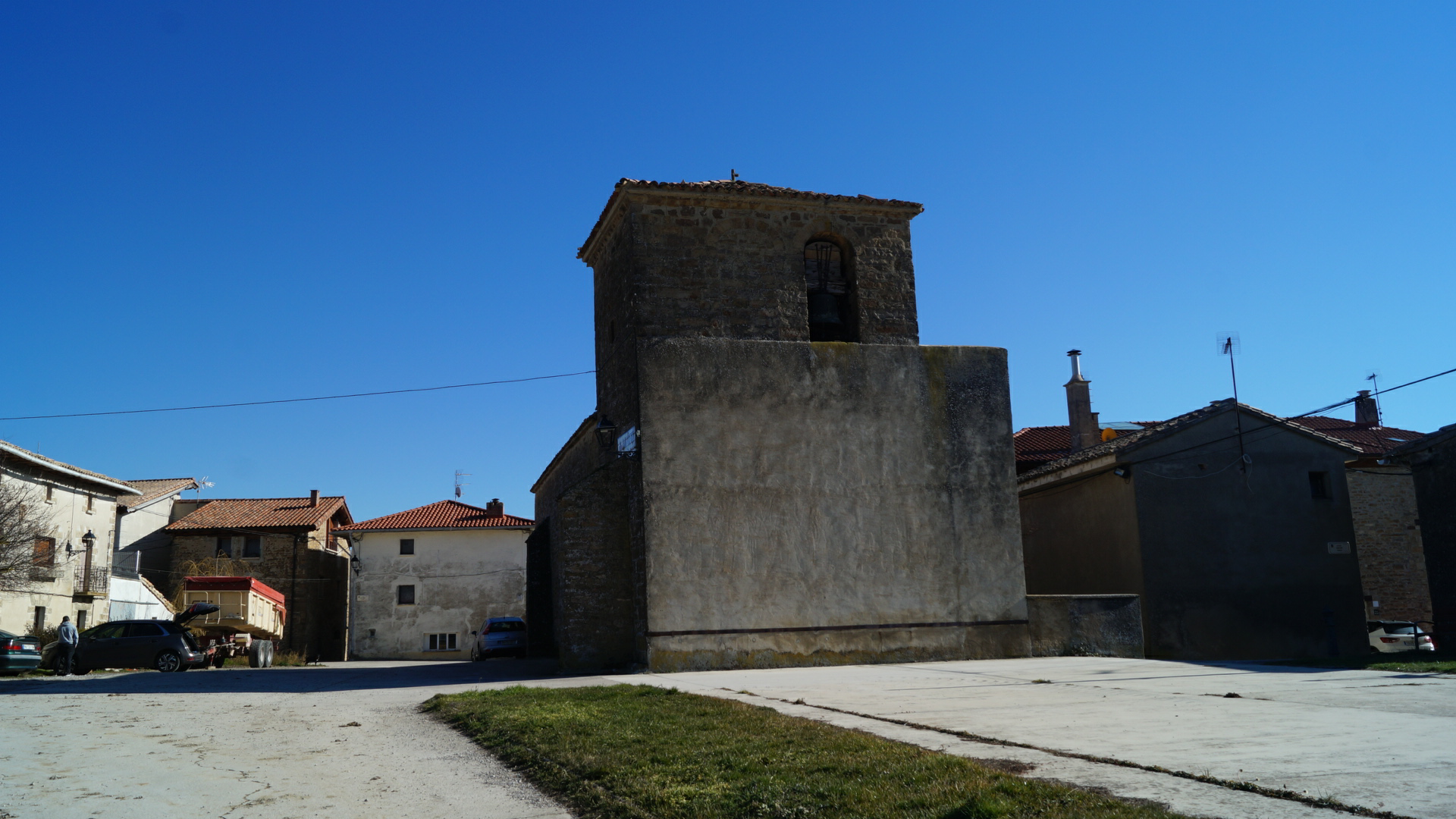
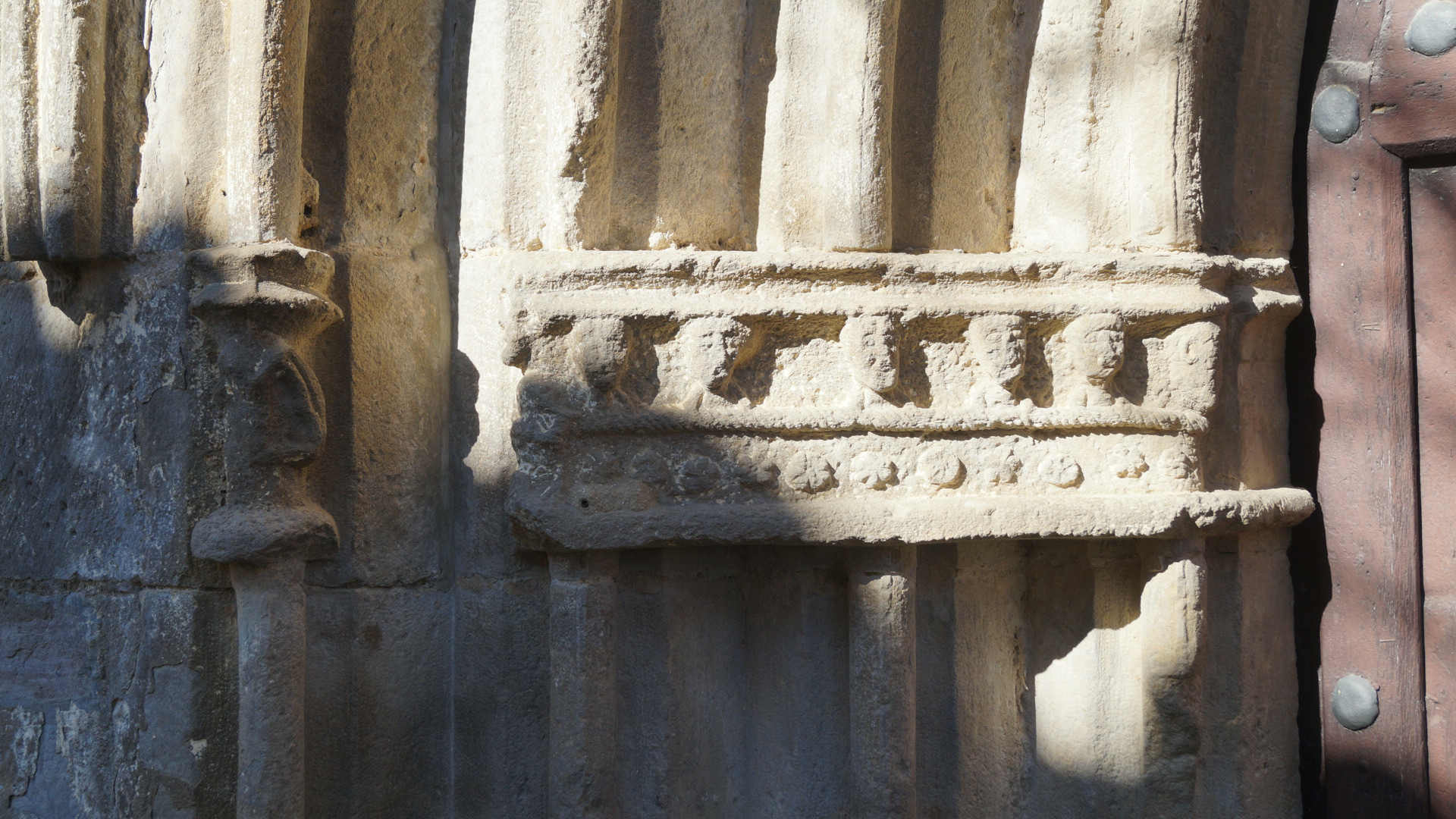
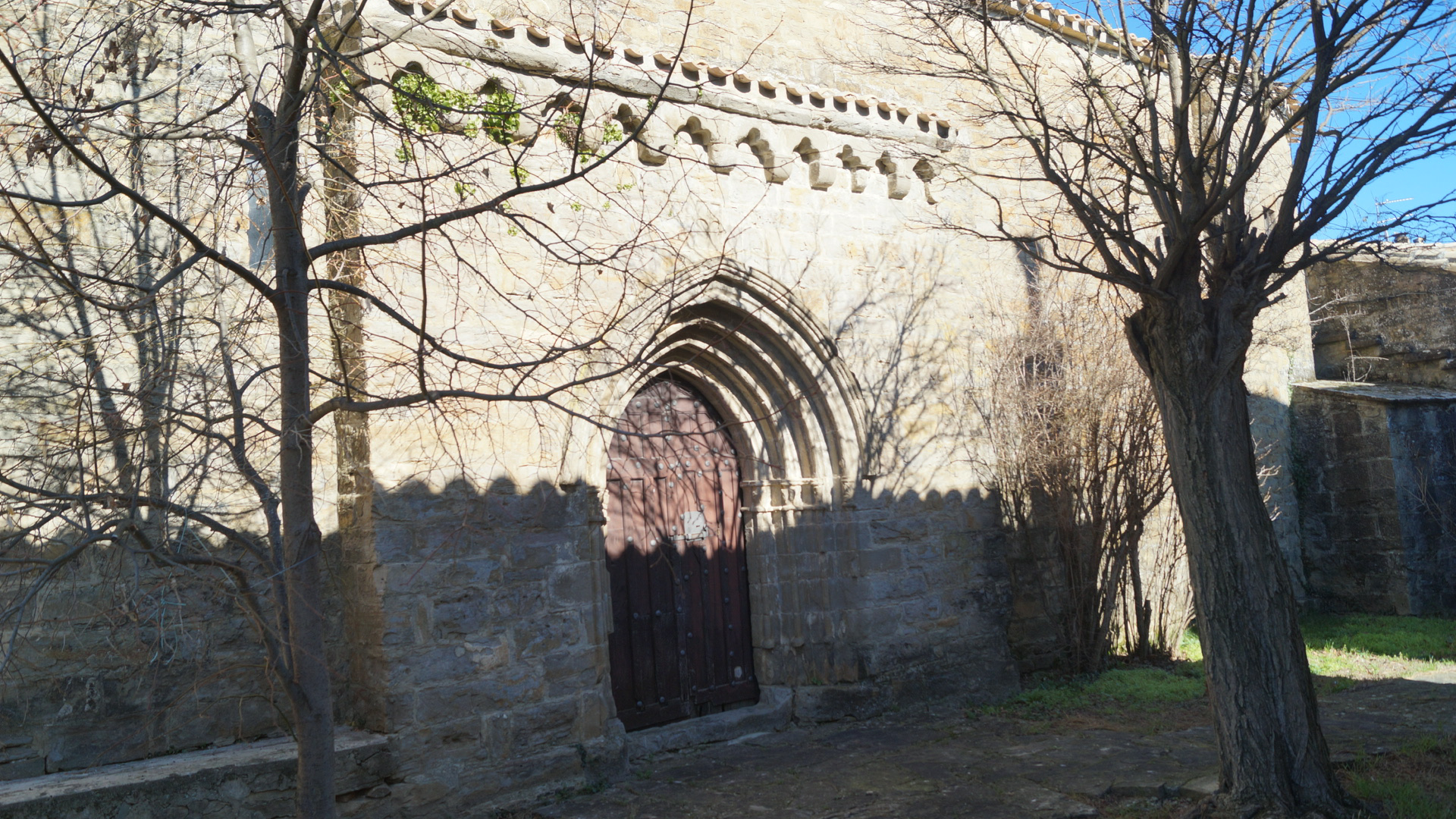
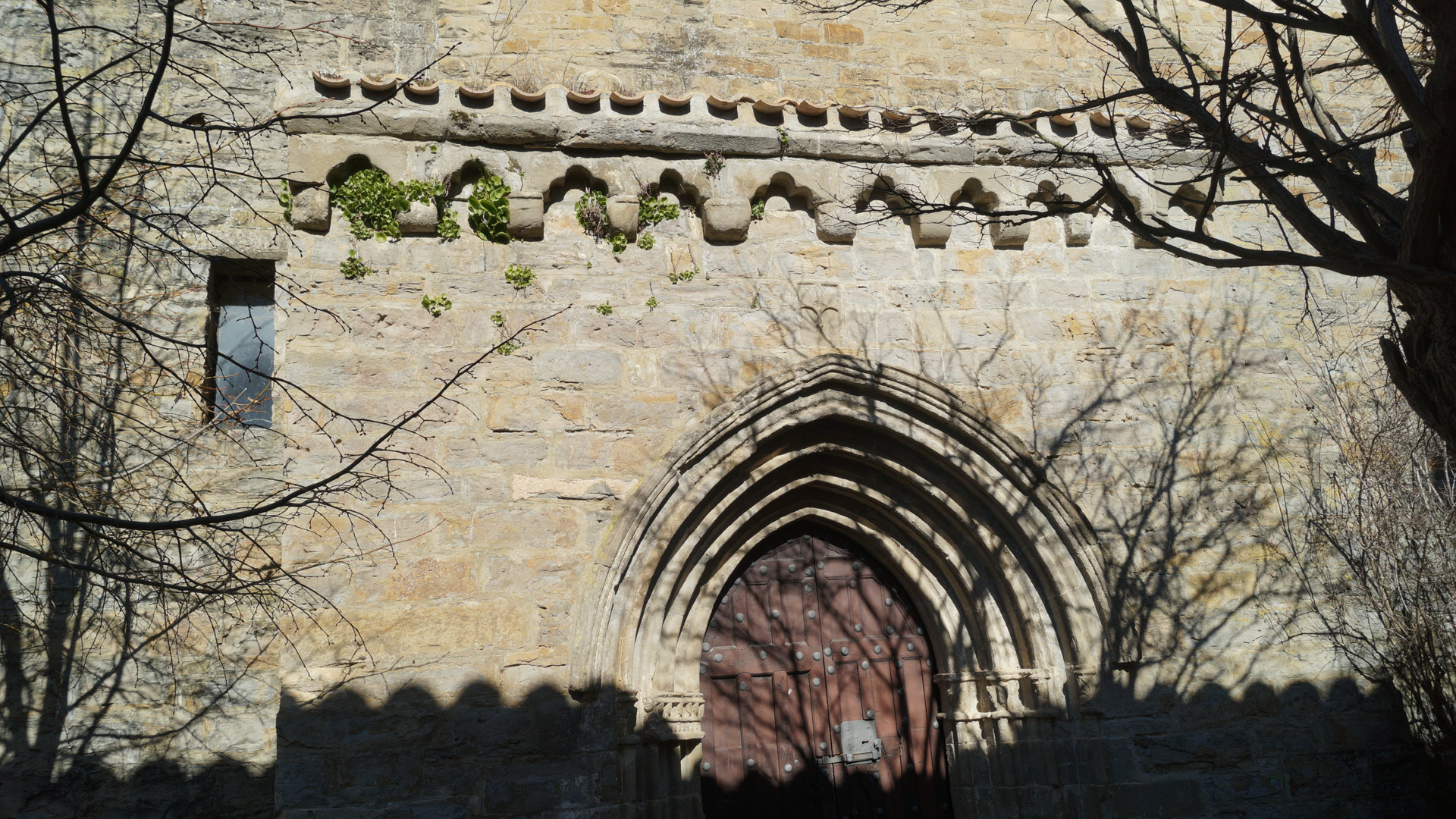
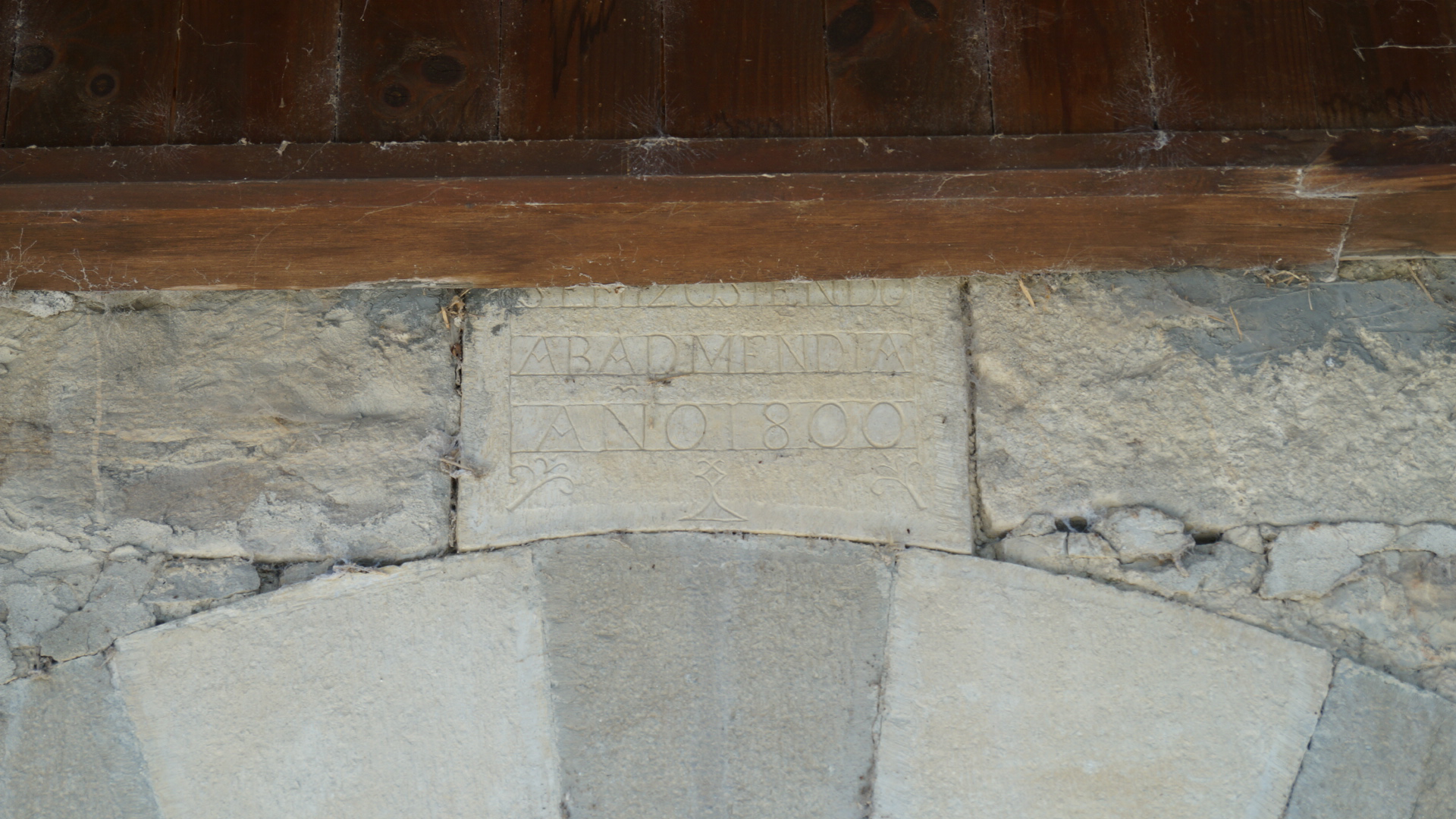